# 伊米利亞阿帕奇塔山
16°16′42″S 68°11′24″W / 16.27833°S 68.19000°W
伊米利亞阿帕奇塔山（Imilla Apachita），是玻利維亞的山峰，位於該國西部拉巴斯省，屬於安第斯山脈中玻利維亞瑞阿爾山脈的一部分，東北面是瓦伊納波托西山，西南面是維拉昆卡帕塔山，海拔高度5,184米。